# Wołodymyr Blusiuk
Wołodymyr Iwanowycz Blusiuk (ukr. Володи́мир Іва́нович Блюсю́к; ur. 25 lutego 1937 we wsi Swiateć, rejon teofipolski Ukrainy – zm. 10 marca 2023 we Lwowie) – ukraiński architekt.
W 1961 roku ukończył studia architektoniczne na Wydziale Inżynierii Lądowej Politechniki Lwowskiej, a następnie rozpoczął pracę w „Dzierżgirchimprojekcie”. Od 1962 został wykładowcą w Katedrze Projektowania Architektonicznego Politechniki Lwowskiej. Prace Wołodymyra Blusiuka cechuje stosowanie motywów narodowych, a szczególnie stylu karpackiego.

## Dorobek architektoniczny
- 13-piętrowy dom akademicki na 909 miejsc przy ulicy Akademika Łazarenka, współautor Myrosław Tracz;
- Zespół domów akademickich przy ulicy Ostrogradskich /1968/;
- Centrum młodzieżowe „Romantyk” /1979/,  współautor M. Tkacz;
- Stadion „Drużba” na 45 tysięcy widzów /po 1975/, współautorzy: Jarosław Nazarkewycz, Jarosław Porochnaweć, Łarysa Skoryk);
- Zespoły sportowo-wypoczynkowe dla pracowników Politechniki Lwowskiej w Sławsku /1980/ i Szacku /1983/;
- Budynki mieszkalne przy ulicach Żytomierskiej i Niżyńskiej /1985/;
- Kompleks sportowy Towarzystwa „Spartak” /1986/ (z zespołem);
- Zespół świątynny Matki Bożej w Teofipolu /1998–1999/;
- Autor projektów otoczenia pomników m.in.:
  - Jana Podkowy we Lwowie /1982/ i Czerkasach /2001/ (oba dłuta Petra Kułyka);
  - Jana Podkowy w Kaniowie /2001/;
  - Aleksego Dobosza w Weleśniowie (Rejon monasterzyski) /1977/;
  - Tarasa Szewczenki w Lubieńcach /1982/ i Żydaczowie /1988/;
  - projekt pomnika Dymitra Wiśniowieckiego Bajdy w Wiśniowcu (rzeźba Jarosław Łoza) /1992/;
  - metropolity Andrzeja Szeptyckiego we Lwowie /1994/;
  - Wasylki Rościsławicza w Trembowli /1997/;
  - Romana Szuchewycza w Krakowcu (twórca Petro Sztajer) /1997/.